# Embraer EMB-110
O Embraer EMB-110 "Bandeirante" é um avião bimotor turboélice destinado ao uso civil e militar, com capacidade para vinte e um passageiros, desenvolvido e fabricado no Brasil pela Embraer entre os anos de 1973 e 1991.

## Histórico

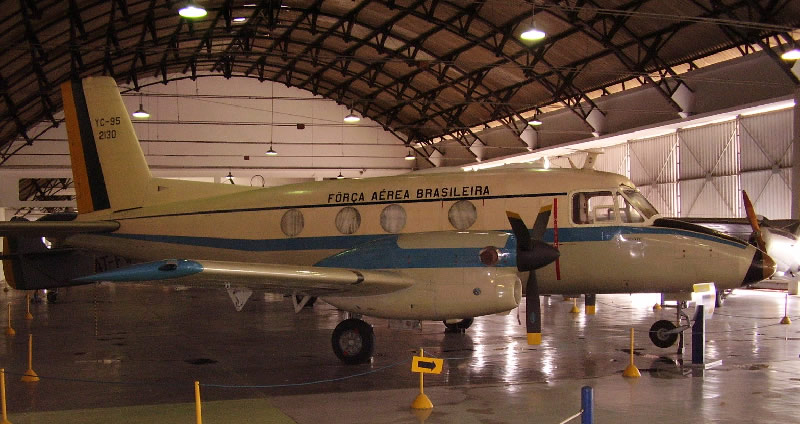
Protótipo nº 1, de três produzidos, denominado EMB-100 ou FAB YC-95 (Musal).

No final da década de 1960, o governo brasileiro desencadeou uma política de expansão da indústria nacional, época em que havia a necessidade de se obter um avião de propósito geral, para uso civil e militar, a ser utilizado no transporte de cargas e passageiros. Desta forma promoveu estudos para a criação de uma nova aeronave, de baixo custo operacional, capaz de ligar regiões remotas e dotadas com pouca infra-estrutura.
Coube a uma equipe do Centro Técnico Aeroespacial, liderada inicialmente pelo projetista francês Max Holste, com a supervisão do engenheiro aeronáutico Ozires Silva, a missão de desenvolver o produto. O projeto, que foi chamado de IPD-6504, teve início em 1965 e se desenvolveu durante três anos, até o primeiro voo, em 22 de outubro de 1968. A Embraer ainda não havia sido criada, o que aconteceria no ano seguinte, em 19 de agosto de 1969, tendo como primeiro presidente, Ozires Silva.

O primeiro protótipo do EMB-110 antes de seu primeiro voo c.1968.

Em maio de 1971 foi iniciada a produção em série do avião, com a primeira entrega em 9 de fevereiro de 1973, para a Força Aérea Brasileira, que encomendou oitenta unidades. A aeronave foi vendida para diversos países. De um total de 498 aviões fabricados, 245 foram para o exterior, incluindo forças armadas.
Em alguns países ganhou o apelido de Bandit.
Utilizado para o transporte de passageiros, carga, busca e salvamento, reconhecimento fotográfico, originou também uma versão de patrulha marítima, o Bandeirante Patrulha, apelidado Bandeirulha.
O  protótipo do Bandeirante está em exposição no Museu Aeroespacial do Campo dos Afonsos  (MUSAL), na base aérea que tem o mesmo nome, no bairro do Campos dos Afonsos, na cidade do Rio de Janeiro. O terceiro modelo produzido está exposto no Parque Santos Dumont, na cidade de São José dos Campos.

## Operadores Militares
- Brasil
- Chile
- Gabão
- Uruguai
- Cabo Verde
- Colômbia
- Angola

## Principais Operadores Civis
- Brasil
- Estados Unidos
- França
- Inglaterra
- Colômbia
- México
- Austrália
- Canadá

## Versões

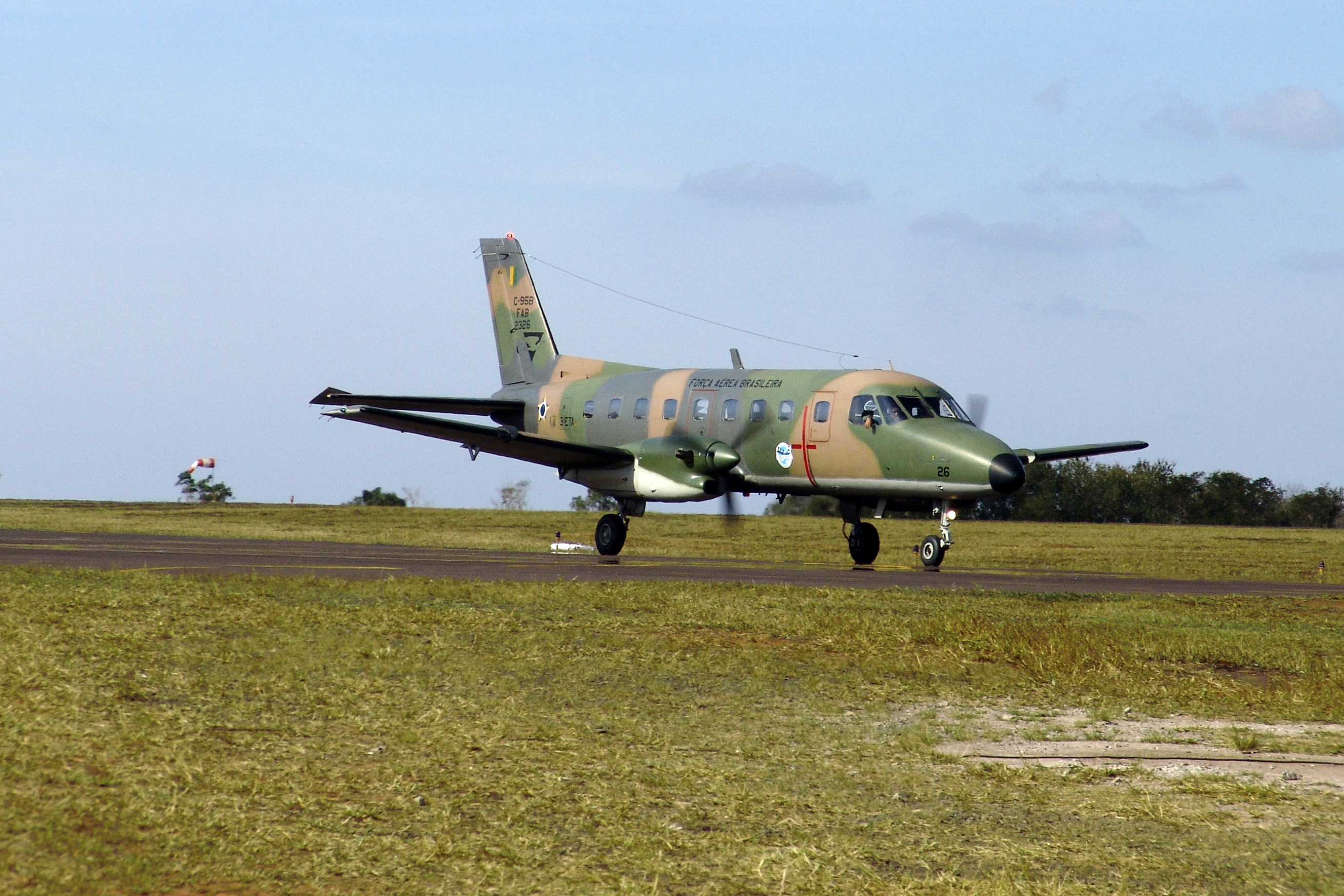
Equipe de salto do exército em Avaré.

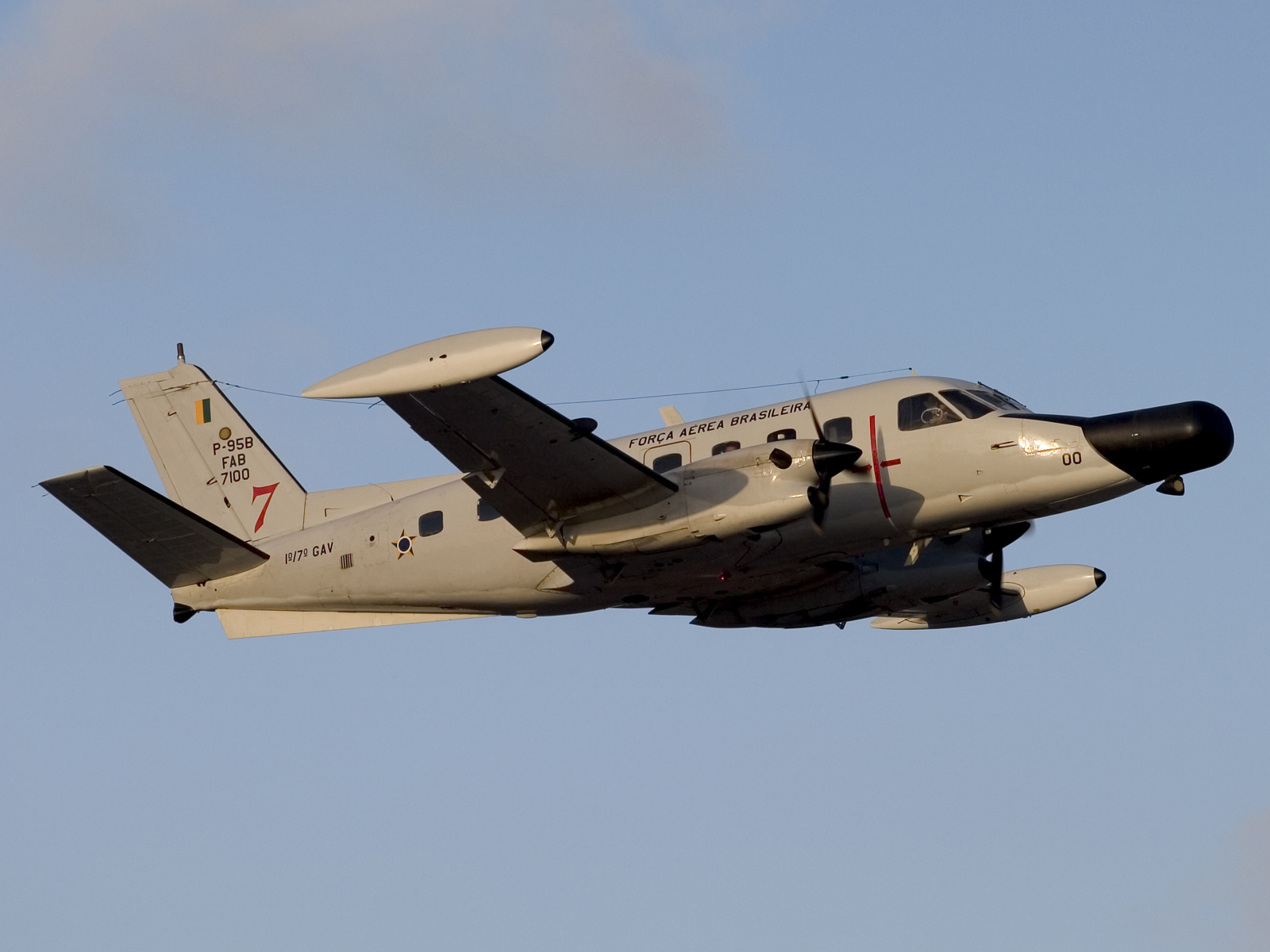
Bandeirante Patrulha Embraer EMB-111

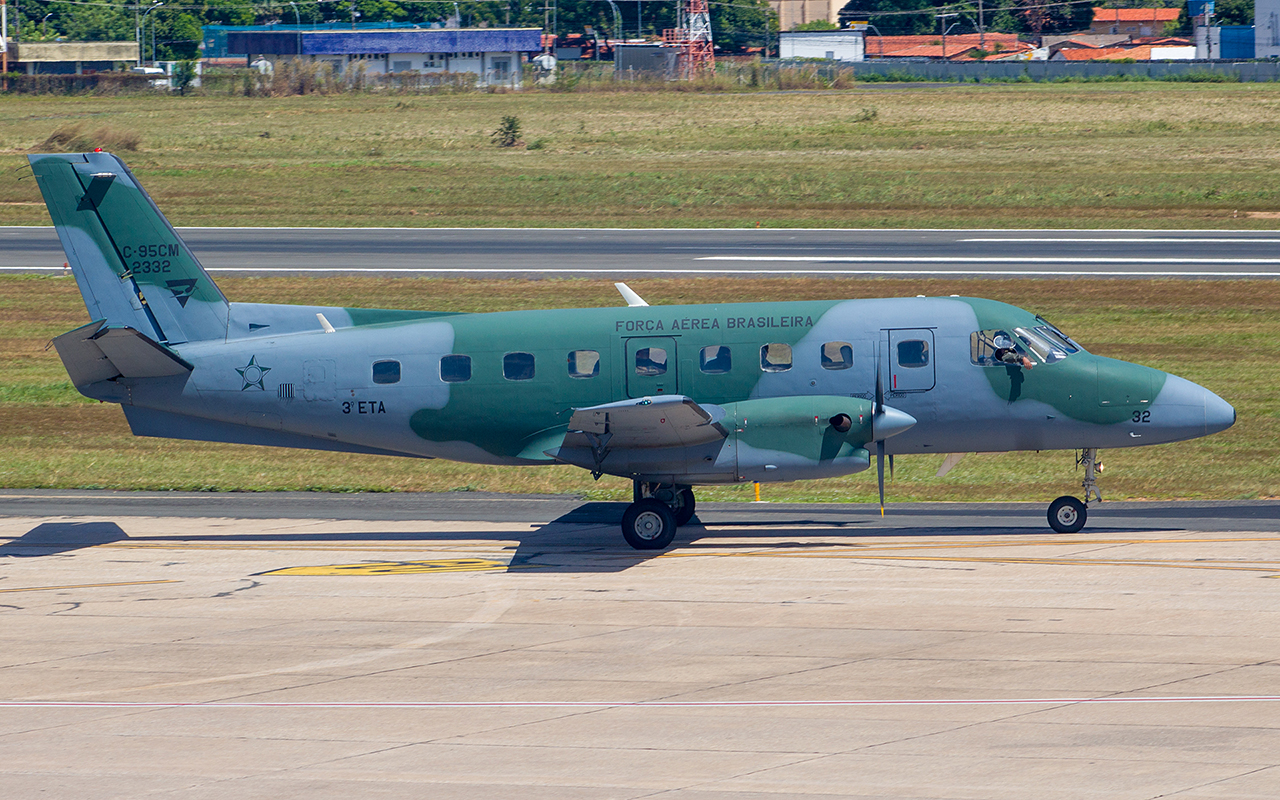
FAB2332 Força Aérea em Teresina - Piauí

- EMB-100 - modelo de pré-série do projeto IPD/PAR 6504 do CTA (conhecido na FAB como YC-95) equipado com motor turboélice Pratt & Whitney Canada PT6A-20 de 550 HP, janelas ovais e capacidade para oito passageiros. Foram construídos três aviões. Primeiro voo: 22 de outubro de 1968.
- EMB-110 - modelo de produção inicial para transporte militar com doze lugares. Equipado com motores Pratt & Whitney Canada PT6A-27 de 680 HP, em naceles redesenhadas, alojando completamente o trem de pouso recolhido. Comprimento da fuselagem de 13,74 m e peso máximo 5 300 kg. Primeiro voo: 9 de agosto de 1972. Designação na Força Aérea Brasileira: C-95
- EMB-110A - versão de calibragem de auxílios à navegação com capacidade para até seis passageiros/operadores. Designação na Força Aérea Brasileira: EC-95
- EMB-110B - versão de aerofotogrametria, com câmaras Zeiss e aviônicos adicionais, capacidade para até cinco passageiros/operadores. Designação na Força Aérea Brasileira: R-95
- EMB-110B1 - versão especial do EMB-110B, com alternativa de conversão rápida para transporte de até catorze passageiros. Duas unidades construídas, uma para a Força Aérea do Uruguai e outra civil.
- EMB-110C - versão de transporte civil com quinze (às vezes doze ou dezesseis) lugares, desenvolvido especialmente para atender o transporte aéreo regional. Cinco exemplares foram fornecidos para a Força Aérea do Uruguai.
- EMB-110C (N) - versão especial do EMB-110C com dispositivos antigelo fornecido para a Marinha do Chile.
- EMB-110E - versão de transporte executivo do EMB-110C com seis/oito lugares.
- EMB-110E (J) - versão do EMB-110E com equipamento especial.
- EMB-110K1 - versão de transporte militar com capacidade para 1 650 kg entregue a partir de maio de 1977. Equipado com motores Pratt & Whitney Canada PT6A-34 de 750 HP, deriva ventral, comprimento da fuselagem de 14,60 m, porta de carga traseira e porta extra de passageiros/tripulação. Designação na Força Aérea Brasileira: C-95A
- EMB-110P - versão de transporte civil do EMB-110K1 com dezoito lugares. Equipado com motores Pratt & Whitney Canada PT6A-27 ou PT6A-34. Primeiro voo: janeiro de 1976.
- EMB-110P1 - modelo de conversão rápida passageiros/carga do EMB-110P
- EMB-110P2 - modelo de conversão rápida passageiros/carga do EMB-110P com até 21 lugares, sem porta de carga e com peso máximo de 5.670 kg.
- EMB-110P1 (K) - versão de conversão rápida passageiros/carga do EMB-110K1 com carga útil semelhante. Possui sistema de supressão de fogo nos motores. Designação na Força Aérea Brasileira: C-95B
- EMB-110P1SAR - versão SAR do EMB-110P1 (K) com acomodações para seis macas e peso máximo de 6 000 kg. Designação na Força Aérea Brasileira: SC-95B
- EMB-110P1A - versão civil, com as sub-variantes EMB-110P2A, 110P1A/41 e 110P2A/41 iguais a P1 etc, mas com diedro dos estabilizadores horizontais de 10°, melhor isolamento acústico e outras alterações. Entregue a partir de dezembro de 1983. Designação na Força Aérea Brasileira: C-95C
- EMB-11OS1 - versão de pesquisa geofísica do EMB-110C com maior volume de tanque interno da asa, haste de magnetômetro na cauda, dois operadores de equipamentos e motores Pratt & Whitney Canada PT6A-34 de 750 HP. Um modelo civil vendido.
- EMB-110M - versão modernizada da aeronave militar brasileira (EFIS), em operação desde 2012, sendo a primeira unidade entregue no 5º Esquadrão de Transporte Aéreo. A modernização abrangeu apenas as versões “P1”, “P1SAR” e “P1A”.
- EMB-111 - versão militar desenvolvida para patrulhamento marítimo.

## Fim do projeto
A produção em série do Bandeirante terminou no final de 1991. Entretanto, uma última aeronave com n.º de série 498 foi fabricada sob encomenda para o Governo do Estado do Amazonas, em 1995. Dos 498 aviões fabricados, além dos três protótipos, em 2016, cerca de 320 unidades permaneciam em operação.

## Legado

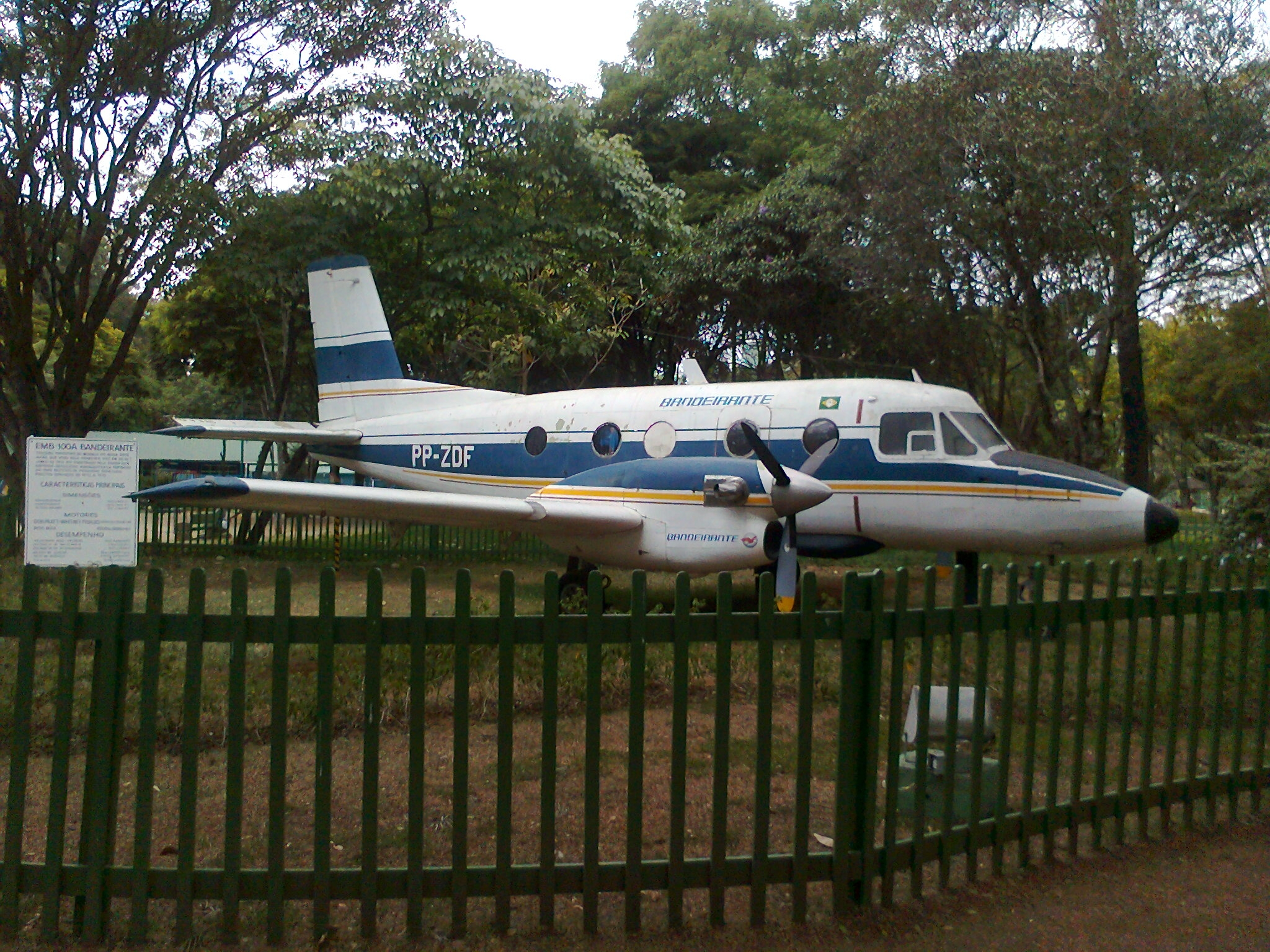
Bandeirante nº 3 em São José dos Campos

O conhecimento agregado com o Bandeirante possibilitou à Embraer criar o EMB-121 Xingu, pressurizado, compartilhando asas modificadas e trem de pouso, com nova fuselagem de seção cilíndrica. Nos anos 80, a Embraer desenvolveu o turboélice EMB-120 Brasilia e sua derivação CBA-123  Vector, em consórcio com a argentina FMA O Vector levava o mesmo numero de passageiros que o Bandeirante, mas contava com a nova fuselagem da família Brasilia, também pressurizada. Após a privatização, foram levados adiante o EMB-145, usando partes do EMB-120 com motores a reação, levando a Embraer a entrar no mercado comercial de jatos de transporte de passageiros e jatos executivos, galgando o posto de terceira maior fabricante do mundo.